# Nitrat de bari
El nitrat de bari és un compost químic de fórmula Ba(NO₃)₂.

## Usos
S'utilitza en pirotècnia per donar color verd a la flama.